# Mateusz (kardynał S. Teodoro)
Mateusz (zm. 8 sierpnia 1205) – kardynał żyjący na przełomie XII i XIII wieku.
O jego pochodzeniu i edukacji nie wiadomo nic. Papież Innocenty III mianował go kardynałem diakonem S. Teodoro na konsystorzu 3 czerwca 1200. Występuje jako sygnatariusz bulli papieskich datowanych między 4 lipca 1200 a 16 czerwca 1205.